# 基安蒂地区加约莱
基安蒂地区加约莱（義大利語：Gaiole in Chianti），或纯音译作加约莱-因基安蒂，是意大利托斯卡纳大区锡耶纳省的一个市镇。总面积128平方公里，人口2751人，人口密度21.5人/平方公里（2009年）。ISTAT代码为052013。